# 18152 Heidimanning
18152 Heidimanning là một tiểu hành tinh vành đai chính với chu kỳ quỹ đạo là 1949.0217129 ngày (5.34 năm).
Nó được phát hiện ngày 29 tháng 7 năm 2000.